# 维也纳艺术之家

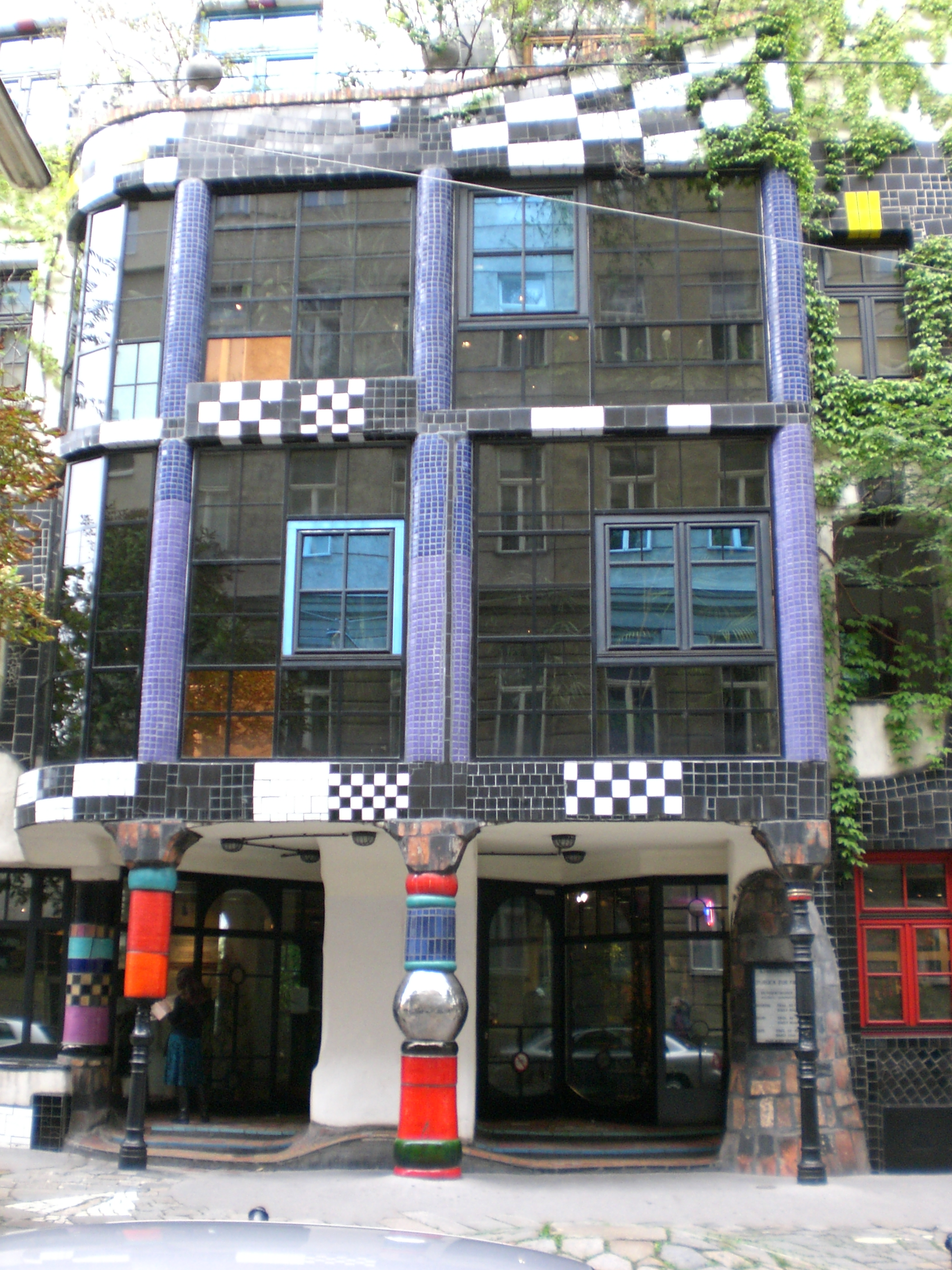
维也纳艺术之家

维也纳艺术之家（KunstHausWien）是一所由佛登斯列·汉德瓦萨设计的建筑，位于维也纳第三区的Unteren Weißgerberstraße街13号。
维也纳艺术之家拥有世界上唯一的佛登斯列·汉德瓦萨作品常设展览，此外也定期展出其他艺术家的作品。展览面积约1600平方米。